# Ruan-sur-Egvonne
Ruan-sur-Egvonne est une commune française située dans le département de Loir-et-Cher, en région Centre-Val de Loire.
Localisée au nord du département, la commune fait partie de la région agricole du Perche, grande région naturelle accidentée composée de  vallons, de plateaux, de collines, de crêtes et de vallées. Elle est drainée par l'Egvonne et par divers petits cours d'eau.
L'occupation des sols est marquée par l'importance des espaces agricoles et naturels qui occupent la quasi-totalité du territoire communal. Aucun espace naturel présentant un intérêt patrimonial n'est toutefois recensé sur la commune dans l'inventaire national du patrimoine naturel. En 2010, l'orientation technico-économique de l'agriculture sur la commune est la culture des céréales et des oléoprotéagineux. À l'instar du département qui a vu disparaître le quart de ses exploitations en dix ans, le nombre d'exploitations agricoles a fortement diminué, passant de 16 en 1988, à 9 en 2000, puis à 7 en 2010.
Avec 94 habitants en 2017, la commune fait partie des 8 communes les plus faiblement peuplées de Loir-et-Cher.

## Géographie

### Localisation et communes limitrophes
La commune de Ruan-sur-Egvonne se trouve au nord du département de Loir-et-Cher, dans la région agricole du Perche,. À vol d'oiseau, elle se situe à 48,9 km  de Blois, préfecture du département, à 25 km de Vendôme, sous-préfecture, et à 29,2 km de Savigny-sur-Braye, chef-lieu du canton du Perche dont dépend la commune depuis 2015. La commune fait en outre partie du bassin de vie de Cloyes-sur-le-Loir.
Les communes les plus proches sont : Fontaine-Raoul (2,3 km), Villebout (3,6 km), Bouffry (3,7 km), Boisgasson (3,9 km) (28), Langey (4,6 km) (28), Droué (6 km), Montigny-le-Gannelon (6,5 km) (28), Saint-Pellerin (6,5 km) (28) et Cloyes-sur-le-Loir (7 km) (28).
| Bouffry | Bouffry          | Commune nouvelle d'Arrou Eure-et-Loir |
| Bouffry | Ruan-sur-Egvonne | Saint-Hilaire-sur-Yerre Eure-et-Loir  |
|         | Fontaine-Raoul   | Villebout                             |

### Paysages et relief
Dans le cadre de la Convention européenne du paysage, adoptée le 20 octobre 2000 et entrée en vigueur en France le 1er juillet 2006, un atlas des paysages de Loir-et-Cher a été élaboré en 2010 par le CAUE de Loir-et-Cher, en collaboration avec la DIREN Centre (devenue DREAL en 2011), partenaire financier. Les paysages du département s'organisent ainsi en huit grands ensembles et 25 unités de paysage,. La commune fait partie de l'unité de paysage du « Perche Gouët », au sein du Perche.
Le Perche Gouët présente des successions de vallons et de collines, dégageant des vues alternativement intimes et ouvertes et offrant de riches paysages, contrastant avec les autres paysages du département, marqués par de grandes étendues des plateaux  et de larges vallées, et constituant ainsi une exception. Cette forme mouvementée des reliefs s'explique par la nature argileuse des sols dans lesquels les rivières et ruisseaux y ont facilement sculpté des vallons et vallées successives aux profils arrondis.
L'altitude du territoire communal varie de 123 mètres à 258 mètres,.

### Hydrographie

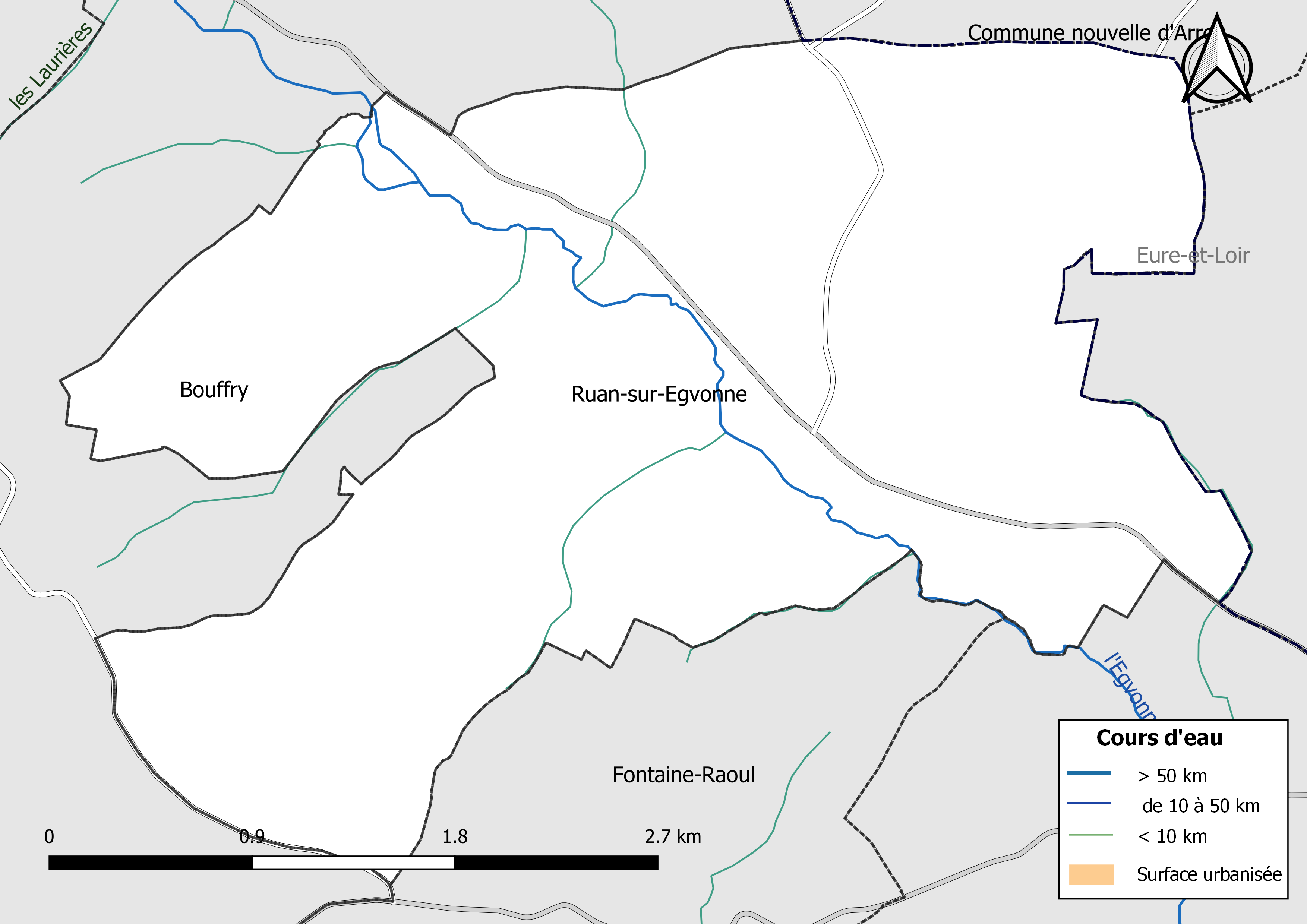
Réseau hydrographique de Ruan-sur-Egvonne.

La commune est drainée par l'Egvonne (4,189 km) et par divers petits cours d'eau, constituant un réseau hydrographique de 9,12 km de longueur totale.
L'Egvonne traverse la commune du nord-ouest vers le sud-est . D'une longueur totale de 24,2 km, il prend sa source dans la commune de La Fontenelle (41) et se jette  dans le Loir à Cloyes-les-Trois-Rivières (28), après avoir traversé 7 communes. 
Sur le plan piscicole, ce cours d'eau est classé en première catégorie, où le peuplement piscicole dominant est constitué de salmonidés (truite, omble chevalier, ombre commun, huchon).

### Climat
Pour des articles plus généraux, voir Climat du Centre-Val de Loire et Climat de Loir-et-Cher.
En 2010, le climat de la commune est de type climat océanique dégradé des plaines du Centre et du Nord, selon une étude du CNRS s'appuyant sur une série de données couvrant la période 1971-2000. En 2020, Météo-France publie une typologie des climats de la France métropolitaine dans laquelle la commune est exposée à un climat océanique altéré et est dans la région climatique Moyenne vallée de la Loire, caractérisée par une bonne insolation (1 850 h/an) et un été peu pluvieux.
Pour la période 1971-2000, la température annuelle moyenne est de 10,8 °C, avec une amplitude thermique annuelle de 14,8 °C. Le cumul annuel moyen de précipitations est de 722 mm, avec 11,8 jours de précipitations en janvier et 8,1 jours en juillet. Pour la période 1991-2020, la température moyenne annuelle observée sur la station météorologique de Météo-France la plus proche, « Droué - Morache », sur la commune de Droué à 6 km à vol d'oiseau, est de 11,2 °C et le cumul annuel moyen de précipitations est de 788,8 mm,. Pour l'avenir, les paramètres climatiques de la commune estimés pour 2050 selon différents scénarios d'émission de gaz à effet de serre sont consultables sur un site dédié publié par Météo-France en novembre 2022.

### Milieux naturels et biodiversité
Aucun espace naturel présentant un intérêt patrimonial n'est recensé sur la commune dans l'inventaire national du patrimoine naturel,,.

## Urbanisme

### Typologie
Au 1er janvier 2024, Ruan-sur-Egvonne est catégorisée commune rurale à habitat très dispersé, selon la nouvelle grille communale de densité à sept niveaux définie par l'Insee en 2022.
Elle est située hors unité urbaine et hors attraction des villes,.

### Occupation des sols
L'occupation des sols est marquée par l'importance des espaces agricoles et naturels (100 %). La répartition détaillée ressortant en 2012 de la base de données européenne d'occupation biophysique des sols Corine Land Cover est la suivante : 
terres arables (77,6 %), 
zones agricoles hétérogènes (2,9 %), 

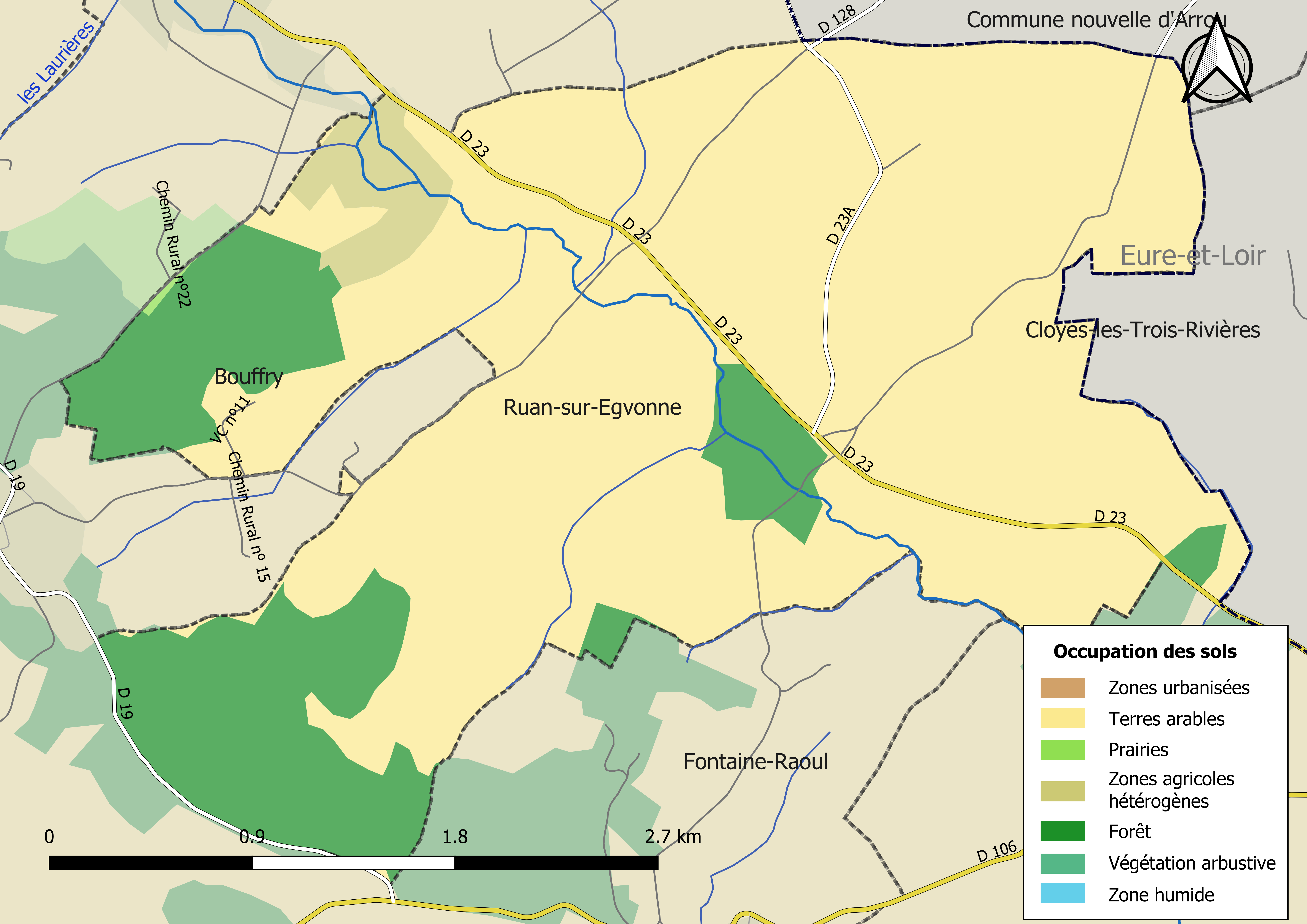
Carte des infrastructures et de l'occupation des sols de la commune en 2018 (CLC).

prairies (0,5 %), 
forêts (19,5 %).

### Planification
La loi SRU du 13 décembre 2000 a incité fortement les communes à se regrouper au sein d'un établissement public, pour déterminer les partis d'aménagement de l'espace au sein d'un SCoT, un document essentiel d'orientation stratégique des politiques publiques à une grande échelle. La commune est dans le territoire du  SCOT des Territoires du Grand Vendômois, approuvé en 2006 et dont la révision a été prescrite en 2017, pour tenir compte de l'élargissement de périmètre,.
En matière de planification, la commune, en 2017, avait engagé l'élaboration d'un plan local d'urbanisme. Par ailleurs, à la suite de la loi ALUR (loi pour l'accès au logement et un urbanisme rénové) de mars 2014, un plan local d'urbanisme intercommunal couvrant le territoire de la communauté de communes du Perche et Haut Vendômois a été prescrit le 9 décembre 2015.

### Habitat et logement
Le tableau ci-dessous présente la typologie des logements à Ruan-sur-Egvonne en 2016 en comparaison avec celle du Loir-et-Cher et de la France entière. Une caractéristique marquante du parc de logements est ainsi une proportion de résidences secondaires et logements occasionnels (38 %) supérieure à celle du département (18 %) et à celle de la France entière (9,6 %). Concernant le statut d'occupation de ces logements, 76,9 % des habitants de la commune sont propriétaires de leur logement (78,9 % en 2011), contre 68,1 % pour le Loir-et-Cher et 57,6 pour la France entière.
|                                                         | Ruan-sur-Egvonne | Loir-et-Cher | France entière |
| ------------------------------------------------------- | ---------------- | ------------ | -------------- |
| Résidences principales (en %)                           | 54,9             | 74,5         | 82,3           |
| Résidences secondaires et logements occasionnels (en %) | 38,0             | 18           | 9,6            |
| Logements vacants (en %)                                | 7,0              | 7,5          | 8,1            |

### Risques majeurs
Le territoire communal de Ruan-sur-Egvonne est vulnérable à différents aléas naturels :  climatiques (hiver exceptionnel ou canicule), mouvements de terrains ou sismique (sismicité très faible),.
Les mouvements de terrains susceptibles de se produire sur la commune sont liés au retrait-gonflement des argiles. Le phénomène de retrait-gonflement des argiles est la conséquence d'un changement d'humidité des sols argileux. Les argiles sont capables de fixer l'eau disponible mais aussi de la perdre en se rétractant en cas de sécheresse. Ce phénomène peut provoquer des dégâts très importants sur les constructions (fissures, déformations des ouvertures) pouvant rendre inhabitables certains locaux. La carte de zonage de cet aléa peut être consultée sur le site de l'observatoire national des risques naturels Georisques.

## Toponymie
- Ruan. Bas latin Rothomagum. Du gaulois roto- « roue, course » cf. vieux gallois rhod « roue, course » et -magos « champ, marché », c'est-à-dire « le marché de la roue » ou plutôt « le champ de courses », les Gaulois étant très friands de courses de chars[40]. Homonymie avec Rouen, entre autres.
- Egvonne. Hydronyme pré-celtique[réf. nécessaire].

C'est fin 1970 que la commune adopta, pour se différencier de son homonyme en Loiret, son nom actuel, Ruan-sur-Egvonne, en vertu du décret du 25 novembre de la même année.

## Histoire

### Antiquité
Une voie antique reliant le « Chemin de César » passait par Ruan, et des vestiges (briques, charbons) suggèrent des constructions détruites par le feu près de la voie, au lieu-dit Romainville, où la tradition locale évoque un camp romain.

### Moyen Age
Contexte historique et monétaire, un débat toponymique
Ruan-sur-Egvonne est associée à l’émission de triens mérovingiens en or, monnaies caractéristiques de l’époque franque. Un triens inédit, récemment signalé, aurait été découvert dans la Gironde. Cette monnaie, d’un diamètre de 13 mm et d’un poids de 1,25 g, présente à l’avers un personnage tourné à gauche tenant une crosse et un croissant, avec la légende fragmentaire X …AMeLeNVS MO. Au revers, la légende RIOMO VICO encadre un buste diadémé à droite. Le toponyme RIOMO est traditionnellement identifié par Maurice Prou comme correspondant à Ruan-sur-Egvonne, où plusieurs triens, notamment au nom du monétaire Arivaldus, ont été répertoriés. Cependant, des similitudes stylistiques avec des émissions de Brioude (Puy-de-Dôme), datées des années 600-620, suggèrent une possible attribution à Riom (Puy-de-Dôme), située à moins de 100 km de Brioude.
L’identification du monétaire Framelenus, connu uniquement pour l’atelier de Brioude, renforce l’hypothèse d’une frappe à Riom plutôt qu’à Ruan-sur-Egvonne, distante de plus de 400 km. Le style du triens, proche de celui des monnaies d’Audiricus à Brioude (vers 600-620), montre un personnage tenant des attributs similaires. Le toponyme RIOMO VICO pourrait être une contraction de RICOMAGO VICO, attesté pour Riom au VIe siècle, et corroboré par des documents médiévaux comme un inventaire de 1213 (turri de Riomo) ou des testaments de 1270 et 1296 mentionnant Riom. La présence d’une famille « de Riom » dans l’entourage des comtes d’Auvergne, attestée dès 1222, soutient également cette attribution. Ainsi, bien que Ruan-sur-Egvonne reste une possibilité, Riom apparaît comme une localisation plus cohérente pour ce triens.

#### Le chateau
Vers 1148, l’abbaye de la Madeleine de Châteaudun administrait un prieuré situé au cœur du village de Ruan-sur-Egvonne, qui fut plus tard remplacé par le château actuel, probablement érigé entre la fin du Moyen Âge et le XVIe siècle. Ce château servait vraisemblablement de résidence champêtre pour les abbés de la Madeleine. Le prieur, qui exerçait également le rôle de curé, était le seigneur local. Par un décret daté du 12 janvier 1791, la maison abbatiale de Ruan, accompagnée de ses terres agricoles, fut attribuée à Pierre Bernier, ancien régisseur et bourgeois parisien. En 1792, la propriété fut revendue à Jacques-René Ferré, qui la céda la même année à François-Louis-René Mouchard de Chaban. Par la suite, le domaine passa aux familles Chevals, Planchat, Piou, puis Rambure.
Un rapport de visite établi en 1734 par l’intendant des chanoines décrit le château tel qu’il se présente encore aujourd’hui : un vaste bâtiment principal avec un étage au-dessus du rez-de-chaussée, flanqué de deux tourelles intégrées. L’une, donnant sur la cour, abrite un escalier, tandis que l’autre, côté jardin, servait de latrines et de cellier à fruits. L’ensemble est construit en moellons. Ce document omet toutefois de mentionner la finesse des ouvertures ornées d’archivoltes ou les décorations des tourelles, composées d’un mélange de briques et de pierres. À la Révolution française, comme tous les biens des institutions religieuses, ceux de l’abbaye de la Madeleine furent saisis et placés sous le contrôle de la nation.

### Révolution française et Empire

#### Nouvelle organisation territoriale
Le décret de l'Assemblée nationale du 12 novembre 1789 décrète qu'« il y aura une municipalité dans chaque ville, bourg, paroisse ou communauté de campagne », mais ce n'est qu'avec le décret de la Convention nationale du 10 brumaire an II (31 octobre 1793) que la paroisse de Ruan-sur-Egvonne devient formellement « commune de Ruan-sur-Egvonne »,.
En 1790, dans le cadre de la création des départements, la municipalité est rattachée au canton de Droué et au district de Mondoubleau. Les cantons sont supprimés, en tant que découpage administratif, par une loi du 26 juin 1793, et ne conservent qu'un rôle électoral, permettant l'élection des électeurs du second degré chargés de désigner les députés,. La Constitution du 5 fructidor an III, appliquée à partir de vendémiaire an IV (1795) supprime les districts, considérés comme des rouages administratifs liés à la Terreur, mais maintient les cantons qui acquièrent dès lors plus d'importance en retrouvant une fonction administrative. Enfin, sous le Consulat, un redécoupage territorial visant à réduire le nombre de justices de paix ramène le nombre de cantons en Loir-et-Cher de 33 à 24. Ruan-sur-Egvonne est alors rattachée au canton de Droué et à l'arrondissement de Vendôme par arrêté du 5 vendémiaire an X (26 septembre 1801),,. Cette organisation va rester inchangée pendant près de 150 ans.

### Époque contemporaine
Ruan était réputée pour être bien ancrée à droite. Aux élections de 1928 et 1932, qui portent Louis Besnard-Ferron avec plus de 50% des voix comme député de la SFIO puis de l'USR, le village fut considéré comme un bastion hostile à ce député.
Durant la Seconde Guerre mondiale, le 14 juin 1940, après des bombardements à Bonneval, un centre d’hébergement pour enfants réfugiés de la Seine, installé à l’école de filles de Bonneval, fut évacué. Sous la direction de Madame Roche d’Anvers, les enfants furent conduits dans les bois de la Louveterie pour leur sécurité. Le 15 juin, après une nuit sous la pluie et des mitraillages, ils furent dispersés en petits groupes et dirigés vers Châtillon-en-Dunois. Surpris par l’avancée allemande au château de Ruan-sur-Egvonne, tous restèrent sains et saufs. Les enfants regagnèrent Bonneval le 25 juin. Cela nous est relaté par le maire de Bonneval le 27 septembre 1940

## Politique et administration

### Découpage territorial
La commune de Ruan-sur-Egvonne est membre de la communauté de communes du Perche et Haut Vendômois, un établissement public de coopération intercommunale (EPCI) à fiscalité propre créé le 1er janvier 2014.
Elle est rattachée sur le plan administratif à l'arrondissement de Vendôme, au département de Loir-et-Cher et à la région Centre-Val de Loire, en tant que circonscriptions administratives. Sur le plan électoral, elle est rattachée au canton du Perche depuis 2015 pour l'élection des conseillers départementaux et à la troisième circonscription de Loir-et-Cher pour les élections législatives.

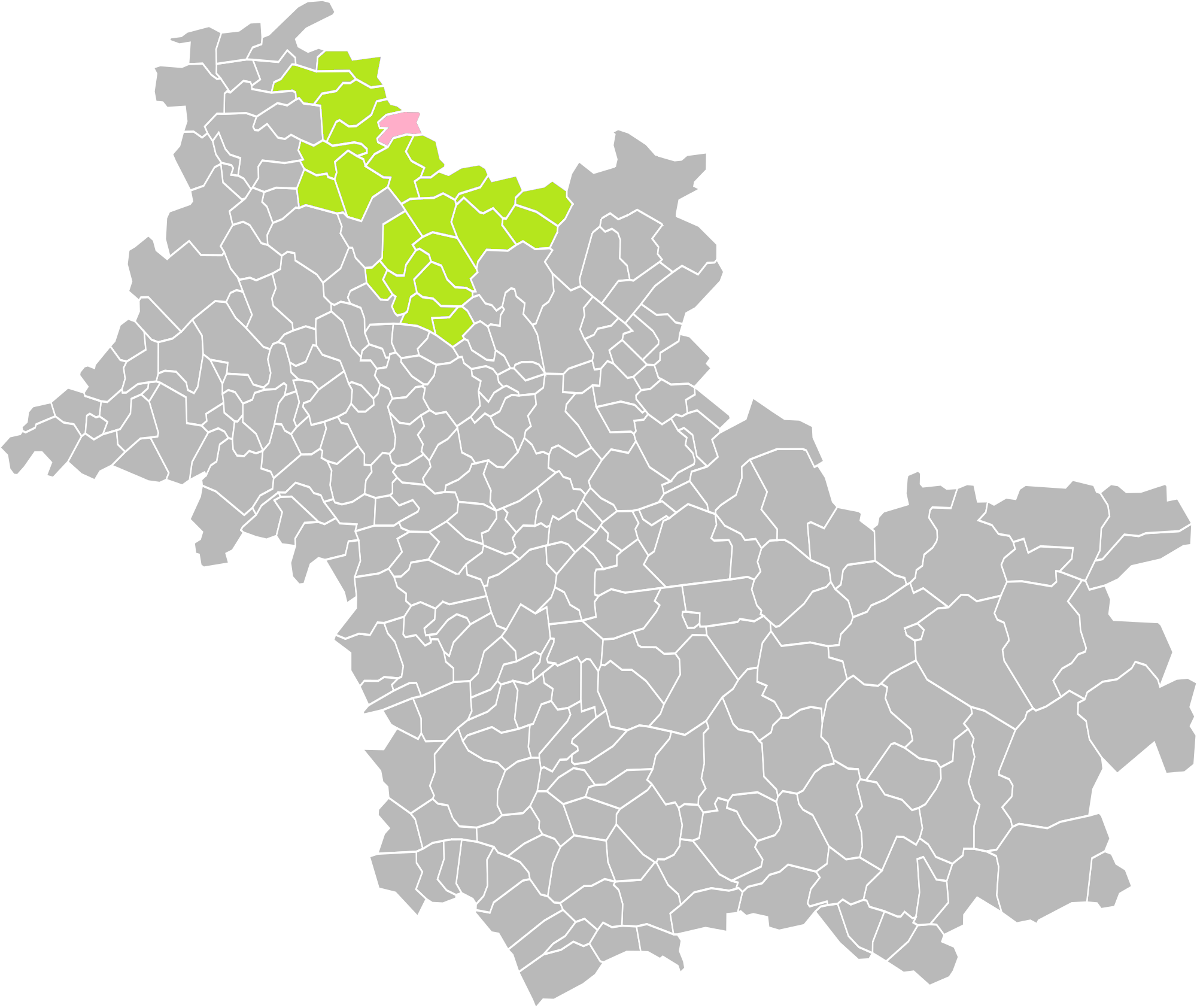
Ruan-sur-Egvonne dans l'intercommunalité en 2016.
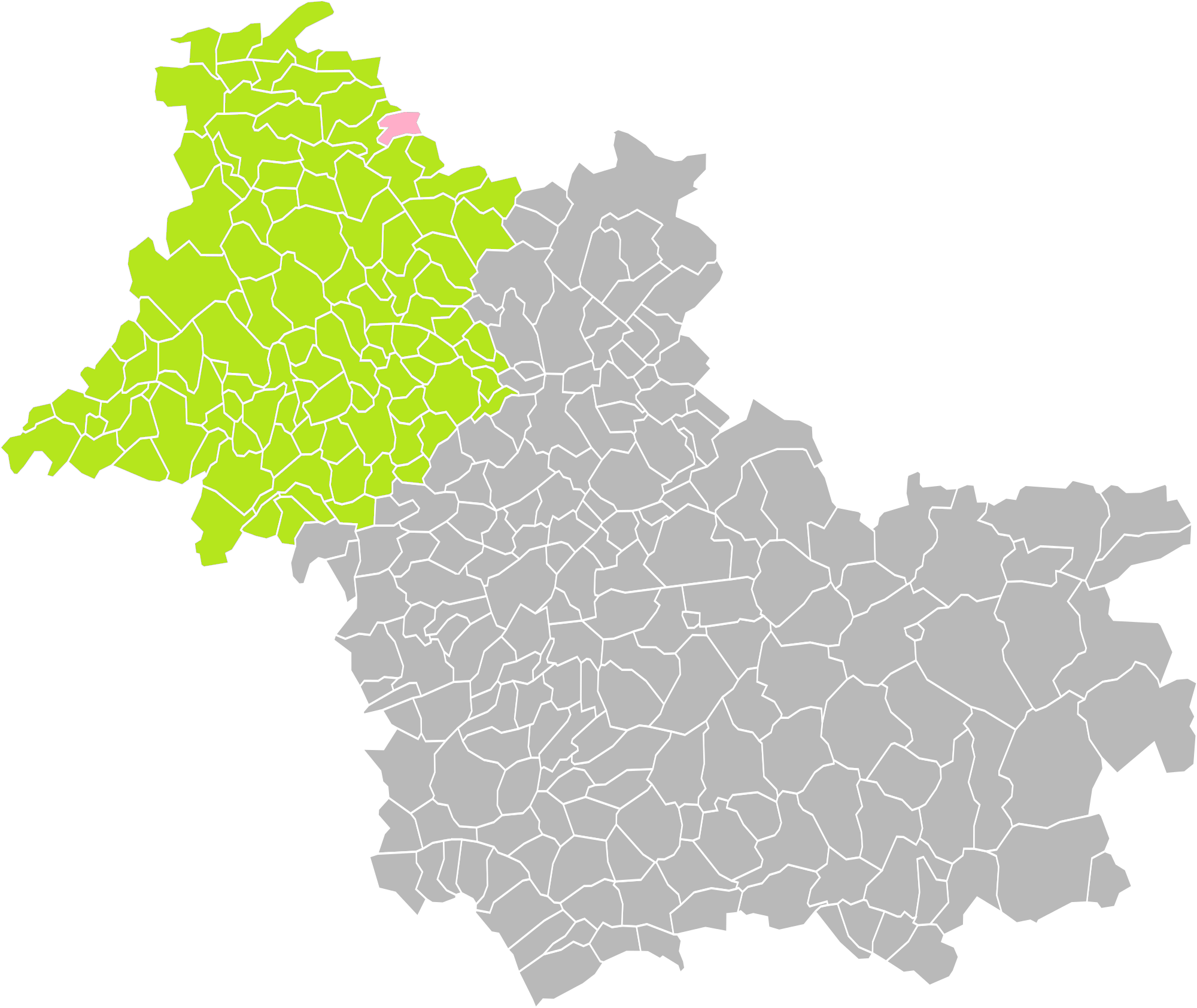
Ruan-sur-Egvonne dans l'arrondissement de Vendôme en 2016.
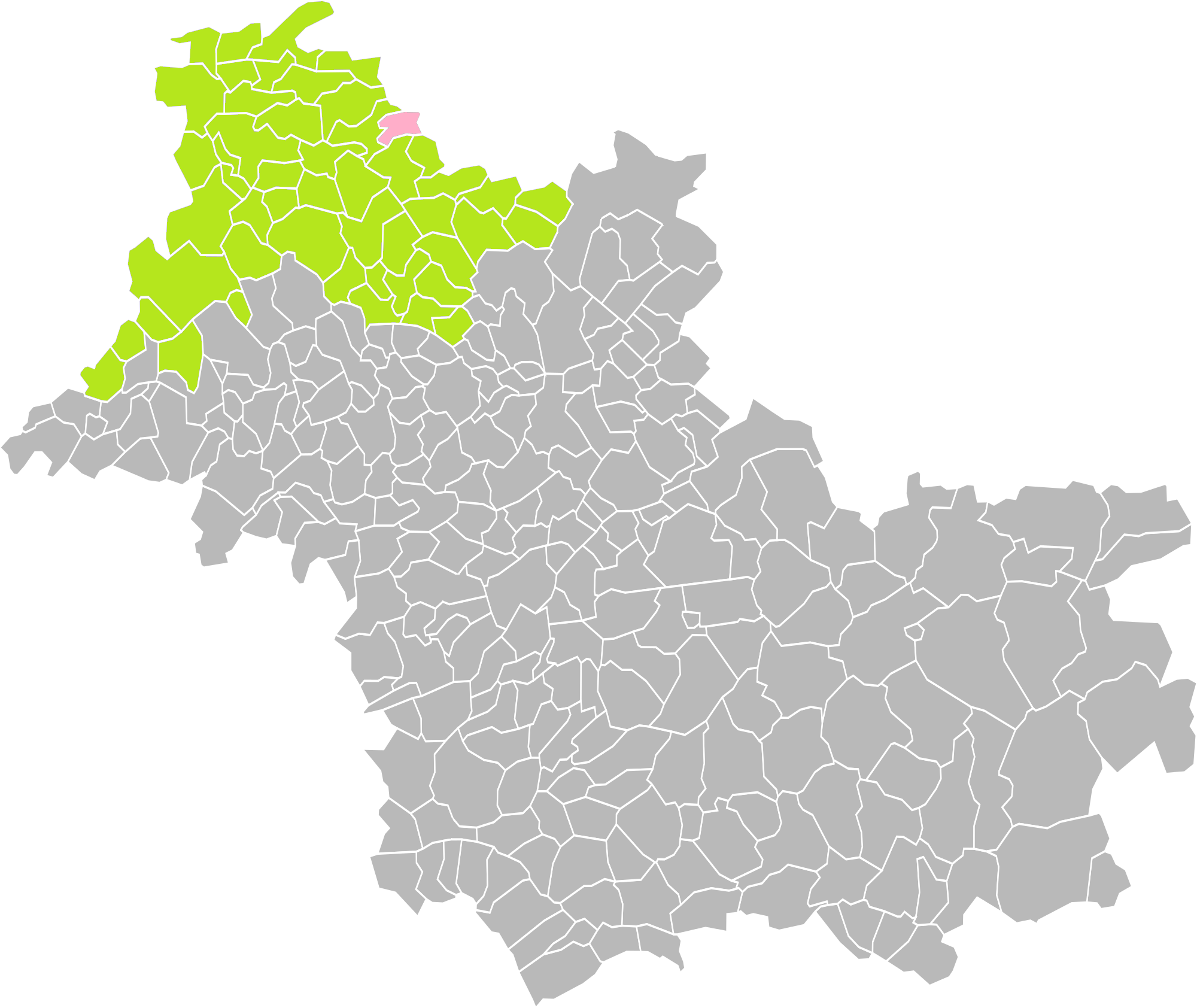
Ruan-sur-Egvonne dans le canton du Perche en 2016.

### Politique et administration municipale

#### Conseil municipal et maire
Le conseil municipal de Ruan-sur-Egvonne, commune de moins de 1 000 habitants, est élu au scrutin majoritaire plurinominal avec listes ouvertes et panachage. Compte tenu de la population communale, le nombre de sièges au conseil municipal est de 7. Le maire, à la fois agent de l'État et exécutif de la commune en tant que collectivité territoriale, est élu par le conseil municipal au scrutin secret lors de la première réunion du conseil suivant les élections municipales, pour un mandat de six ans, c'est-à-dire pour la durée du mandat du conseil.
| Période   | Période  | Identité                               | Etiquette | Qualité                                                                                  |
| --------- | -------- | -------------------------------------- | --------- | ---------------------------------------------------------------------------------------- |
| mars 2001 | en cours | Alain Brunet                           | DVD       | ancien agriculteur exploitant, chevalier de la Légion d'honneur                          |
| 1959      | 1983     | Paul Emile Bourdier                    | -         | éleveur de bovins à Ruan. propriétaire d'un cabinet de courtage et d'assurances à Paris. |
| 1927      | 1959     | Léon Etienne Brunet                    | -         | agriculteur                                                                              |
| 1912      | 1927     | Albert Aimé Théodule Henri Rambure     | -         | propriétaire, sous-lieutenant de réserve                                                 |
| 1908      | 1911     | Emile Cheramy                          | -         | cafetier, négociant                                                                      |
| 1881      | 1908     | Rose Isidore Brunet                    | -         |                                                                                          |
| 1877      | 1881     | Jean-Baptiste Drivet                   | -         | maréchal et propriétaire                                                                 |
| 1848      | 1877     | Pierre Alexandre Rigolet               | -         |                                                                                          |
| 1846      | 1848     | Jean-François Moreau                   | -         |                                                                                          |
| 1843      | 1846     | Charles Louis Marie Mouchard de Chaban | -         | conseiller de préfecture                                                                 |
| 1840      | 1843     | Charles Auguste Armand de Laulanhier   | -         | gendarme de la garde, surnuméraire des douze, capitaine au 16e régiment de lanciers      |
| 1832      | 1840     | Pierre Denis Neveu                     | -         | maréchal                                                                                 |
| 1825      | 1832     | Pierre Coursimault                     | -         |                                                                                          |
| 1823      | 1825     | Julien Joury                           | -         |                                                                                          |
| 1818      | 1823     | Louis César Piche                      | -         | juge au tribunal                                                                         |
| 1817      | 1818     | René Clousier                          | -         |                                                                                          |
| 1815      | 1817     | Pierre Coursimault                     | -         |                                                                                          |
| 1809      | 1815     | René Clousier                          | -         |                                                                                          |
| 1808      | 1809     | Jacques Thimothée Deslandes            | -         |                                                                                          |
| 1801      | 1808     | Pierre Porcher                         | -         |                                                                                          |
| 1796      | 1801     | René Clousier                          | -         |                                                                                          |
| 1792      | 1796     | Louis Hateau                           | -         |                                                                                          |
| 1790      | 1792     | René Clousier                          | -         |                                                                                          |

## Équipements et services

### Eau et assainissement
L'organisation de la distribution de l'eau potable, de la collecte et du traitement des eaux usées et pluviales relève des communes. La compétence eau et assainissement des communes est un service public industriel et commercial (SPIC).

#### Alimentation en eau potable
Le service d'eau potable comporte trois grandes étapes : le captage, la potabilisation et la distribution d'une eau potable conforme aux normes de qualité fixées pour protéger la santé humaine. En 2019, la commune assure elle-même le service en régie.

#### Assainissement des eaux usées
En 2019, la commune de Ruan-sur-Egvonne ne dispose pas d'assainissement collectif.
L'assainissement non collectif (ANC) désigne les installations individuelles de traitement des eaux domestiques qui ne sont pas desservies par un réseau public de collecte des eaux usées et qui doivent en conséquence traiter elles-mêmes leurs eaux usées avant de les rejeter dans le milieu naturel. La communauté de communes du Perche et Haut Vendômois assure pour le compte de la commune le service public d'assainissement non collectif (SPANC), qui a pour mission de vérifier la bonne exécution des travaux de réalisation et de réhabilitation, ainsi que le bon fonctionnement et l'entretien des installations.

### Sécurité, justice et secours
La sécurité de la commune est assurée par la brigade de gendarmerie de Droué qui dépend du groupement de gendarmerie départementale de Loir-et-Cher installé à Blois.
En matière de justice, Ruan-sur-Egvonne relève du conseil de prud'hommes de Blois, de la Cour d'appel d'Orléans (juridiction de Blois), de la Cour d'assises de Loir-et-Cher, du tribunal administratif de Blois, du tribunal de commerce de Blois et du tribunal judiciaire de Blois.

## Population et société

### Démographie

#### Évolution démographique
L'évolution du nombre d'habitants est connue à travers les recensements de la population effectués dans la commune depuis 1793. Pour les communes de moins de 10 000 habitants, une enquête de recensement portant sur toute la population est réalisée tous les cinq ans, les populations de référence des années intermédiaires étant quant à elles estimées par interpolation ou extrapolation. Pour la commune, le premier recensement exhaustif entrant dans le cadre du nouveau dispositif a été réalisé en 2005.

En 2022, la commune comptait 80 habitants, en évolution de −14,89 % par rapport à 2016 (Loir-et-Cher : −1,15 %, France hors Mayotte : +2,11 %).
| 1793 | 1800 | 1806 | 1821 | 1831 | 1836 | 1841 | 1846 | 1851 |
| ---- | ---- | ---- | ---- | ---- | ---- | ---- | ---- | ---- |
| 276  | 309  | 313  | 351  | 324  | 351  | 345  | 342  | 345  |

| 1856 | 1861 | 1866 | 1872 | 1876 | 1881 | 1886 | 1891 | 1896 |
| ---- | ---- | ---- | ---- | ---- | ---- | ---- | ---- | ---- |
| 365  | 352  | 345  | 308  | 302  | 298  | 293  | 307  | 306  |

| 1901 | 1906 | 1911 | 1921 | 1926 | 1931 | 1936 | 1946 | 1954 |
| ---- | ---- | ---- | ---- | ---- | ---- | ---- | ---- | ---- |
| 312  | 296  | 299  | 225  | 231  | 220  | 200  | 207  | 187  |

| 1962 | 1968 | 1975 | 1982 | 1990 | 1999 | 2005 | 2006 | 2010 |
| ---- | ---- | ---- | ---- | ---- | ---- | ---- | ---- | ---- |
| 180  | 149  | 121  | 101  | 79   | 93   | 92   | 90   | 91   |

| 2015 | 2020 | 2022 | - | - | - | - | - | - |
| ---- | ---- | ---- | - | - | - | - | - | - |
| 94   | 80   | 80   | - | - | - | - | - | - |

#### Pyramide des âges
La population de la commune est relativement âgée.
En 2018, le taux de personnes d'un âge inférieur à 30 ans s'élève à 28,8 %, soit en dessous de la moyenne départementale (31,3 %). À l'inverse, le taux de personnes d'âge supérieur à 60 ans est de 35,0 % la même année, alors qu'il est de 31,6 % au niveau départemental.
En 2018, la commune comptait 47 hommes pour 42 femmes, soit un taux de 52,81 % d'hommes, largement supérieur au taux départemental (48,55 %).
Les pyramides des âges de la commune et du département s'établissent comme suit.
| Hommes | Classe d’âge | Femmes |
| ------ | ------------ | ------ |
| 0,0    | 90 ou +      | 2,6    |
| 2,4    | 75-89 ans    | 10,5   |
| 28,6   | 60-74 ans    | 26,3   |
| 31,0   | 45-59 ans    | 15,8   |
| 9,5    | 30-44 ans    | 15,8   |
| 4,8    | 15-29 ans    | 7,9    |
| 23,8   | 0-14 ans     | 21,1   |

| Hommes | Classe d’âge | Femmes |
| ------ | ------------ | ------ |
| 1,1    | 90 ou +      | 2,6    |
| 9,2    | 75-89 ans    | 11,9   |
| 19,7   | 60-74 ans    | 20,4   |
| 20,7   | 45-59 ans    | 20     |
| 16,5   | 30-44 ans    | 16,2   |
| 15,2   | 15-29 ans    | 13,2   |
| 17,6   | 0-14 ans     | 15,7   |

## Économie

### Secteurs d'activité
Le tableau ci-dessous détaille le nombre d'entreprises implantées à Ruan-sur-Egvonne selon leur secteur d'activité et le nombre de leurs salariés :
|                                                              | total | % com (% dep) | 0 salarié | 1 à 9 salarié(s) | 10 à 19 salariés | 20 à 49 salariés | 50 salariés ou plus |
| ------------------------------------------------------------ | ----- | ------------- | --------- | ---------------- | ---------------- | ---------------- | ------------------- |
| Ensemble                                                     | 13    | 100,0 (100)   | 9         | 4                | 0                | 0                | 0                   |
| Agriculture, sylviculture et pêche                           | 7     | 53,8 (11,8)   | 4         | 3                | 0                | 0                | 0                   |
| Industrie                                                    | 0     | 0,0 (6,5)     | 0         | 0                | 0                | 0                | 0                   |
| Construction                                                 | 0     | 0,0 (10,3)    | 0         | 0                | 0                | 0                | 0                   |
| Commerce, transports, services divers                        | 4     | 30,8 (57,9)   | 4         | 0                | 0                | 0                | 0                   |
| dont commerce et réparation automobile                       | 0     | 0,0 (17,5)    | 0         | 0                | 0                | 0                | 0                   |
| Administration publique, enseignement, santé, action sociale | 2     | 15,4 (13,5)   | 1         | 1                | 0                | 0                | 0                   |
| Champ : ensemble des activités.                              |       |               |           |                  |                  |                  |                     |

Le secteur agricole est important puisqu'il représente 53,8 % du nombre d'entreprises de la commune (7 sur 13), contre 11,8 % au niveau départemental. 
Sur les 13 entreprises implantées à Ruan-sur-Egvonne en 2016, 9 ne font appel à aucun salarié et 4 comptent 1 à 9 salariés.
Au 1er juillet 2017, la commune est classée en zone de revitalisation rurale (ZRR), un dispositif visant à aider le développement des territoires ruraux principalement à travers des mesures fiscales et sociales. Des mesures spécifiques en faveur du développement économique s'y appliquent également

### Agriculture
En 2010, l'orientation technico-économique de l'agriculture sur la commune est la culture de céréales et d'oléoprotéagineux (COP). Le département a perdu près d'un quart de ses exploitations en 10 ans, entre 2000 et 2010 (c'est le département de la région Centre-Val de Loire qui en compte le moins). Cette tendance se retrouve également au niveau de la commune où le nombre d'exploitations est passé de 14 en 1988 à 9 en 2000 puis à 7 en 2010. Parallèlement, la taille de ces exploitations augmente, passant de 58 ha en 1988 à 105 ha en 2010. 
Le tableau ci-dessous présente les principales caractéristiques des exploitations agricoles de Ruan-sur-Egvonne, observées sur une période de 22 ans : 
|                                      | 1988                 | 2000                 | 2010                 |
| Dimension économique                 | Dimension économique | Dimension économique | Dimension économique |
| ------------------------------------ | -------------------- | -------------------- | -------------------- |
| Nombre d'exploitations (u)           | 14                   | 9                    | 7                    |
| Travail (UTA)                        | 17                   | 12                   | 9                    |
| Surface agricole utilisée (ha)       | 813                  | 837                  | 737                  |
| Cultures                             |                      |                      |                      |
| Terres labourables (ha)              | 784                  | 810                  | 725                  |
| Céréales (ha)                        | 546                  | 518                  | 511                  |
| dont blé tendre (ha)                 | 427                  | 421                  | 285                  |
| dont maïs-grain et maïs-semence (ha) | 29                   | s                    | 40                   |
| Tournesol (ha)                       | 41                   |                      |                      |
| Colza et navette (ha)                | 81                   | s                    | 99                   |
| Élevage                              |                      |                      |                      |
| Cheptel (UGBTA)                      | 214                  | 268                  | 211                  |

#### Produits labellisés
Le territoire de la commune est intégré aux aires de productions de divers produits bénéficiant d'une indication géographique protégée (IGP) : le vin Val-de-loire, les volailles de l’Orléanais et les volailles du Maine,.

## Culture locale et patrimoine

### Lieux et monuments
Dolmen de la Taulière, dit aussi de Pontblossier ou de Langot. Ce monument atteste de l'occupation du territoire dès l'époque néolithique. Monument remarquable, le dolmen se compose d’une imposante table rectangulaire de 5,50 m de long, 4 m de large et 1,40 m d’épaisseur moyenne. Cette table repose directement sur le sol au sud-ouest et s’appuie au nord-est sur un gros bloc de support en position géologique, surélevant la table d’environ 1,60 m. Les nombreux blocs constituant le monument sont en grès lustré ou en poudingue à petits silex datant de l’Éocène.
Propriété de la Société Archéologique de Vendôme depuis le 15 février 1886, grâce à une donation de Charles Louis Marie Mouchard, comte de Chaban, qui fut également maire de la commune et résidant à Pontblossier, le dolmen est toutefois situé sur un terrain privé.
Église Saint-Laurent. Milieu XIIe s. XVe s.

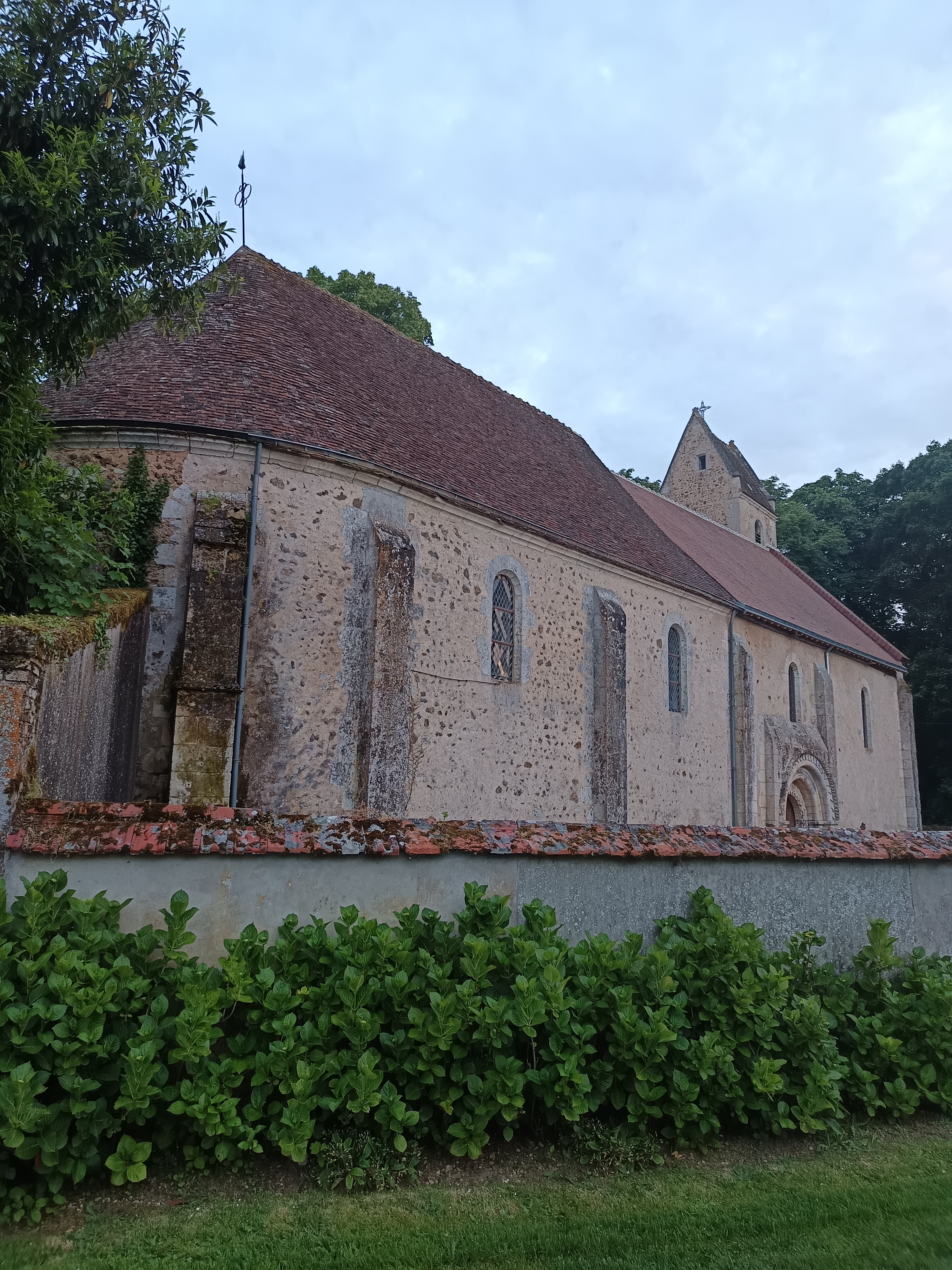
L'église étant accolée au cimetière, elle date du XIIème siècle

L’église romane de Ruan, datant d’environ 1133, fut rattachée à l’abbaye de la Madeleine de Châteaudun jusqu’à la Révolution, avec l’établissement d’un prieuré. Plus longue qu’une église paroissiale classique de la même époque, elle possède une travée supplémentaire en raison de l’ampleur de son chœur, conçu pour accueillir des chanoines réguliers. Au XIIe siècle, ces chanoines accédaient directement au chœur depuis leur résidence par une petite porte ménagée dans le mur, selon l’étude de Nicolas Huron.
Le clocher, une tour carrée, est surmonté d’un toit en bâtière.
Le portail, au-delà d’une simple description, doit être replacé dans son contexte historique et interprété. Au début du XIIe siècle, les moines et chanoines cherchaient à éduquer et élever la foi des fidèles à travers l’image. Le portail de Ruan, œuvre didactique, illustre la puissance divine et la vanité des plaisirs terrestres. Dans l’art roman, l’architecture symbolise la dualité entre la terre et le ciel, le temporel et le spirituel. Les montants du portail évoquent le temporel, tandis que l’arc en plein cintre représente le ciel. Encastrée dans des moulures à bâtons rompus, la porte rappelle les motifs entourant le Christ en gloire dans les fresques de l’époque. Ces ornements, probablement peints de couleurs vives au XIIe siècle, renforçaient l’impact visuel et spirituel.

### Héraldique
| Blason | Blasonnement : De gueules au chevron haussé d'argent chargé de trois étoiles d'azur et accompagné de trois abeilles aussi d'argent. Création J.J. Silly (1994). |

### Personnalités liées à la commune
François Louis René Mouchard de Chaban (1757-1814), haut fonctionnaire du Premier Empire, est lié à Ruan-sur-Egvonne. Né à Paris, il occupa des postes de préfet et de conseiller d’État sous Napoléon, se distinguant par son intégrité. Décédé à Hambourg lors du siège de 1814, son corps fut rapatrié et inhumé dans le cimetière de la commune, où sa sépulture demeure visible aujourd’hui.